# 鹿島郵便局 (佐賀県)
鹿島郵便局（かしまゆうびんきょく）は佐賀県鹿島市にある郵便局。民営化前の分類では集配普通郵便局であった。

## 概要
住所：〒849-1399 佐賀県鹿島市高津原4282-1

## 沿革
- 1875年（明治8年）2月8日 - 鹿島郵便局（五等）として開設[1]。
- 1883年（明治16年）6月1日 - 為替・貯金取扱を開始。
- 1892年（明治25年）2月16日 - 鹿島郵便電信局となる。
- 1903年（明治36年）4月1日 - 通信官署官制の施行に伴い鹿島郵便局となる。
- 1956年（昭和31年）4月1日 - 電気通信業務の取扱を、鹿島電報電話局に移管[2]。
- 1958年（昭和33年）4月16日 - 特定郵便局から普通郵便局に局種別改定。
- 1960年（昭和35年）6月13日 - 電話通話および和文電報受付事務の取扱を開始。
- 1990年（平成2年）10月1日 - 浜郵便局から集配業務を移管。
- 1998年（平成10年）9月1日 - 外国通貨の両替および旅行小切手の売買に関する業務取扱を開始。
- 2007年（平成19年）10月1日 - 民営化に伴い、併設された郵便事業鹿島支店に一部業務を移管。
- 2012年（平成24年）10月1日 - 日本郵便株式会社の発足に伴い、郵便事業鹿島支店を鹿島郵便局に統合。

## 取扱内容
- 郵便、印紙、ゆうパック、内容証明
- 貯金、為替、振替、振込、国際送金、国債、投資信託
- 生命保険、バイク自賠責保険、自動車保険、がん保険、引受条件緩和型医療保険
- ゆうちょ銀行ATM
- 鹿島市内の集配業務
- ゆうゆう窓口

### 統轄局
県内には統轄局が設置されておらず、佐賀県内を管轄する統轄局は久留米東郵便局である。

## 周辺
- 国道207号
- 鹿島川

## アクセス
- JR長崎本線 肥前鹿島駅から南西へ約400m（徒歩約5分）
- 祐徳バス 鹿島新町停留所下車
- 長崎自動車道 嬉野ICから東へ約16km、西九州自動車道 武雄南ICから南東へ約15km
- 駐車場あり：10台